# Gongora tracyana
Gongora tracyana là một loài thực vật có hoa trong họ Lan. Loài này được Rolfe mô tả khoa học đầu tiên năm 1912.

## Hình ảnh

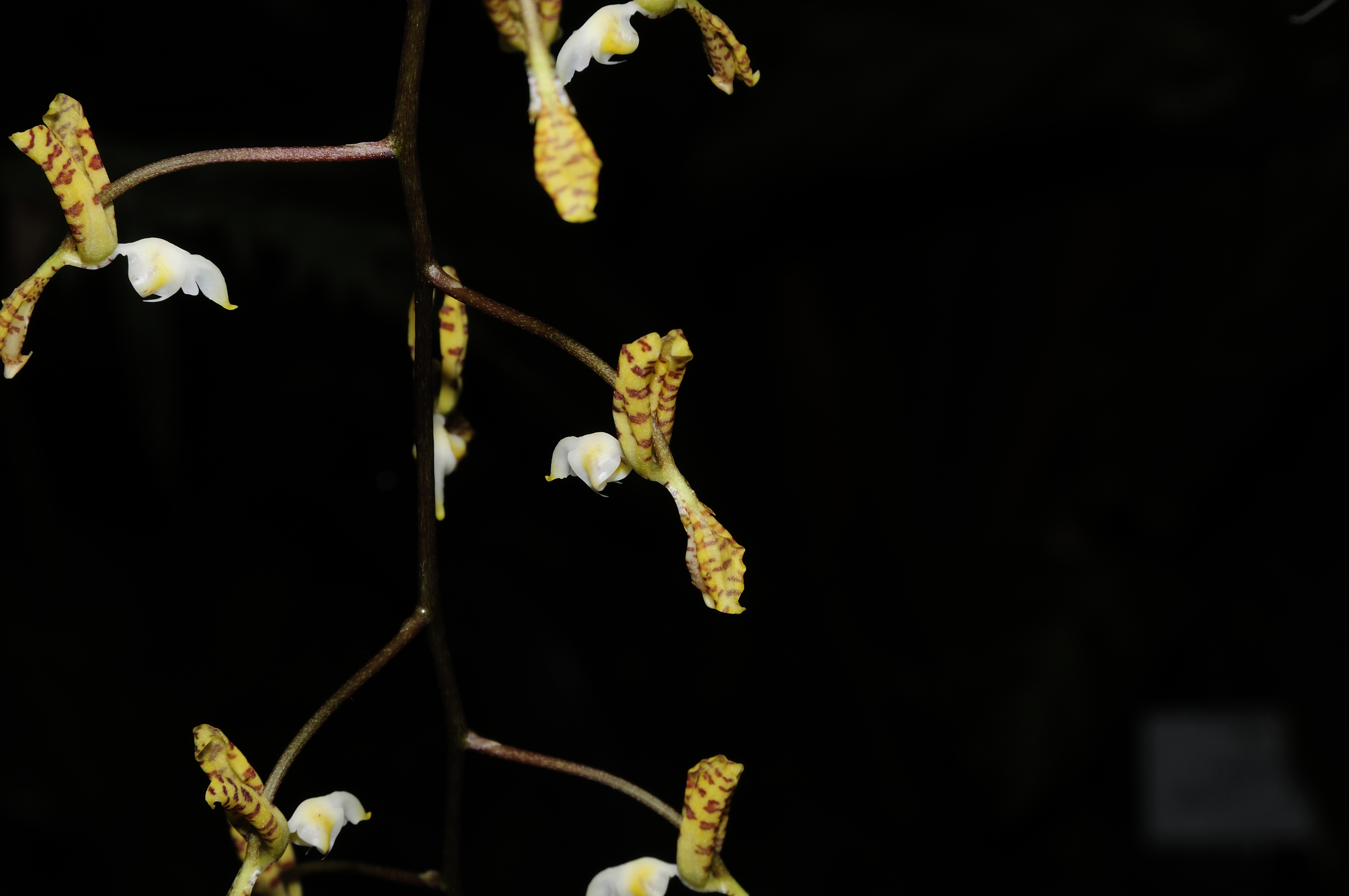
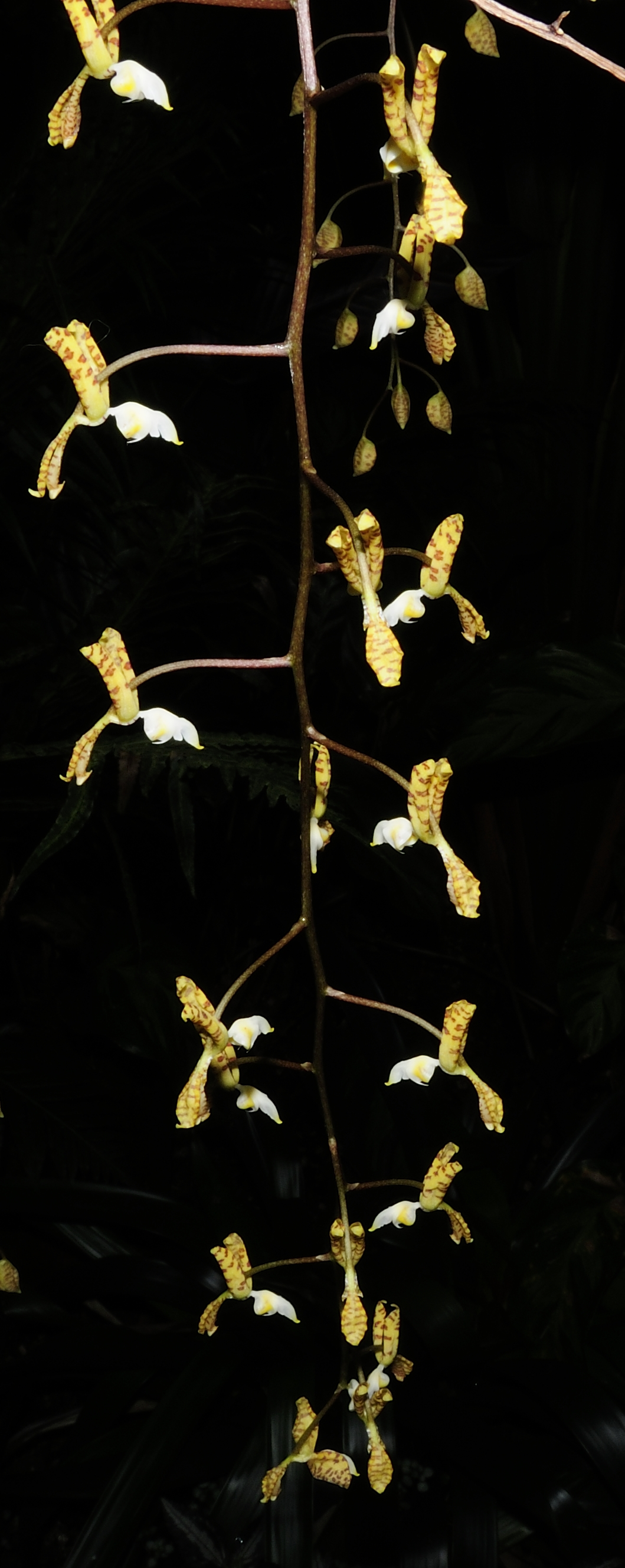
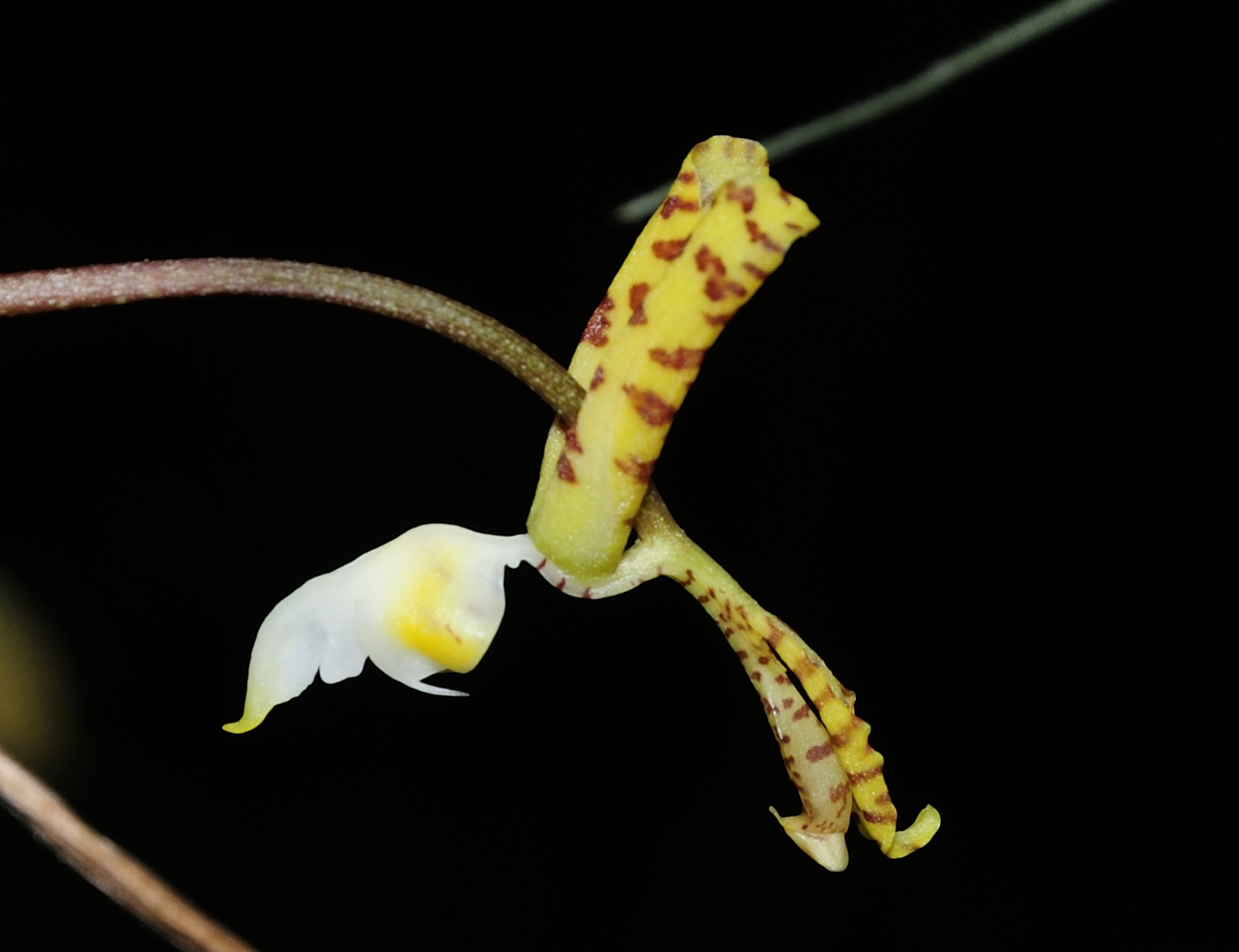